# Cubará
Cubará è un comune della Colombia facente parte del dipartimento di Boyacá.
Il centro abitato venne fondato da José Abraham Cotrino Rodriguez nel 1962, mentre l'istituzione del comune è del 5 dicembre 1965.